# Tiro en los Juegos del Pacífico 2019
El Tiro en los Juegos del Pacífico 2019 se llevó a cabo del 15 al 19 de julio en el Tafaigata Shooting Range de Apia, Samoa.

## Participantes
Seis países formaron parte del evento:
| - Fiyi - Nueva Caledonia | - Niue - Isla Norfolk | - Papúa Nueva Guinea - Samoa |

## Resultados

### Pistola
| Evento                             | Oro                                            | Oro | Plata                                            | Plata | Bronce                                   | Bronce | Ref |
| ---------------------------------- | ---------------------------------------------- | --- | ------------------------------------------------ | ----- | ---------------------------------------- | ------ | --- |
| Pistola 25 m – individual          | Freddy Yen Kway Polinesia Francesa             |     | Cedric Limousin Nueva Caledonia                  |       | Douglas Creek Isla Norfolk               |        |     |
| Pistola 25 m – Equipos             | Nueva Caledonia Cedric Limousin Johan Perchard |     | Polinesia Francesa Maeva Normand Freddy Yen Kway |       | Isla Norfolk Kevin Coulter Douglas Creek |        |     |
|                                    |                                                |     |                                                  |       |                                          |        |     |
| Pistola Estándar 25 m – individual | Cedric Limousin Nueva Caledonia                |     | Freddy Yen Kway Polinesia Francesa               |       | Johan Perchard Nueva Caledonia           |        |     |
| Pistola Estándar 25 m – equipos    | Nueva Caledonia Cedric Limousin Johan Perchard |     | Polinesia Francesa Maeva Normand Freddy Yen Kway |       | Isla Norfolk Kevin Coulter Douglas Creek |        |     |

### Escopeta
| Evento                     | Oro                                                              | Oro | Plata                                                         | Plata | Bronce                                                        | Bronce | Ref |
| -------------------------- | ---------------------------------------------------------------- | --- | ------------------------------------------------------------- | ----- | ------------------------------------------------------------- | ------ | --- |
| Doble barrel – individual  | Franco Caffarelli Samoa                                          |     | Tuanua Degage Polinesia Francesa                              |       | Glenn Kable Fiyi                                              |        |     |
| Double barrel – equipos    | Polinesia Francesa Tuanua Degage Moeava Bambridge Pascal Brettes |     | Samoa Franco Caffarelli Paul Loibl Robert Maskell             |       | Nueva Caledonia Fabrice Azzaro Kevin Lepigeon Marion Roumagne |        |     |
|                            |                                                                  |     |                                                               |       |                                                               |        |     |
| Single barrel – individual | Glenn Kable Fiyi                                                 |     | Franco Caffarelli Samoa                                       |       | Tuanua Degage Polinesia Francesa                              |        |     |
| Single barrel – equipos    | Polinesia Francesa Tuanua Degage Moeava Bambridge Pascal Brettes |     | Nueva Caledonia Marion Roumagne Fabrice Azzaro Kevin Lepigeon |       | Samoa Franco Caffarelli Paul Loibl Leasi Galuvao              |        |     |
|                            |                                                                  |     |                                                               |       |                                                               |        |     |
| Puntos – individual        | Glenn Kable Fiyi                                                 |     | Franco Caffarelli Samoa                                       |       | Tuanua Degage Polinesia Francesa                              |        |     |
| Puntos – equipos           | Polinesia Francesa Tuanua Degage Pascal Brettes Moeava Bambridge |     | Samoa Franco Caffarelli Siegfried Sanford Leasi Galuvao       |       | Nueva Caledonia Marion Roumagne Kevin Lepigeon Fabrice Azzaro |        |     |

## Medallero
| # | País               | Medalla de oro | Medalla de plata | Medalla de bronce | Total |
| - | ------------------ | -------------- | ---------------- | ----------------- | ----- |
| 1 | Polinesia Francesa | 4              | 4                | 2                 | 10    |
| 2 | Nueva Caledonia    | 3              | 2                | 3                 | 8     |
| 3 | Fiyi               | 2              | 0                | 1                 | 3     |
| 4 | Samoa              | 1              | 4                | 1                 | 6     |
| 5 | Isla Norfolk       | 0              | 0                | 3                 | 3     |